# Сисоєв Євген Євгенович
Євген Євгенович Сисоєв (туркм. Yevgeniy Sysoyev, рос. Евгений Евгеньевич Сысоев, нар. 5 березня 1974) — туркменський футболіст, який виступав на позиції захисника. Відомий за виступами в клубах «Копетдаг» і «Ніса», а також виступами за національну збірну Туркменістану.

## Клубна кар'єра
Євген Сисоєв розпочав виступи у професійному футболі в 1992 році в складі команди «Копетдаг» з Ашгабата. у складі команди став кількаразовим чемпіоном Туркменістану та володарем Кубка Туркменістану. У 1996 році отримав важку травму, тривалий час лікувався, тому пропустив більшість сезонів 1996 і 1997 років. З 2000 до 2002 року Сисоєв грав у складі ашгабатської «Ніси», у складі якої здобув ще один титул чемпіона країни. У 2002 році завершив виступи на футбольних полях.

## Виступи за збірні
У 1993 році Євген Сисоєв дебютував у складі національної збірної Туркменістану в товариському матчі проти збірної Ірану. У складі збірної футболіст грав на Азійських іграх 1994 року в Японії. У складі збірної грав до 1999 року, загалом зіграв у її складі 10 матчів, у яких забитими м'ячами не відзначився.

## Досягнення
- Чемпіон Туркменістану (6): 1992, 1993, 1994, 1995, 1998, 2001.
- Володар Кубка Туркменістану (3): 1993, 1994, 1999.